# غلام تپه
غلام تپه مربوط به عصر آهن - دوره هخامنشی است و در شهرستان کاشان، بخش مرکزی، دهستان کوهپایه، ۱۰۰۰ متری غرب روستای سرنج واقع شده و این اثر در تاریخ ۲ مرداد ۱۳۸۷ با شمارهٔ ثبت ۲۳۰۳۵ به‌عنوان یکی از آثار ملی ایران به ثبت رسیده است.